# Pinball (gra komputerowa)
Pinball (jap. ピンボール Pinbouru) – komputerowa gra zręcznościowa, będąca symulatorem flippera, wydana w 1984 roku przez firmę Nintendo na konsolę Nintendo Entertainment System. Gra bazuje na grze o tym samym tytule z konsoli Game & Watch z 1983 roku. Jest to jeden z osiemnastu tytułów startowych na konsolę Nintendo Entertainment System.

## Rozgrywka
Pinball to gra w której gracz kontroluje ramiona wirtualnego flippera. Gra posiada dwa osobne ekrany, które reprezentują górną i dolną część maszyny, istnieje także specjalny trzeci ekran, na którym odbywa się runda bonusowa. Rozgrywka rozpoczyna się gdy gracz wystrzeli piłkę za pomocą dźwigni, siłę wystrzelenia można kontrolować poprzez odpowiednio długie przytrzymanie przycisku. Po wystrzeleniu piłki gra toczy się w górnej części maszyny, gdzie znajdują się dwa ramiona, kontrolowane przez gracza, jeśli gracz nie zdoła utrzymać piłki na ekranie to spada ona do dolnej części maszyny, gdzie są umieszczone dwa kolejne ramiona, gra może powrócić do górnej części jeżeli piłka ponownie się tam znajdzie. Gracz traci życie gdy piłka spadnie na dół w dolnej części maszyny.
Runda bonusowa, która bazuje na grze Breakout uruchamia się gdy gracz zdoła umieścić piłkę w dziurze na dole ekranu. W rundzie bonusowej pojawiają się postacie z innych gier Nintendo - Mario i Pauline.

## Odbiór
W 2006 roku Jeff Gerstmann na łamach serwisu Gamespot stwierdził, że "Pinball to perfekcyjny symulator flippera, lecz nie był dobrą grą, nawet gdy był grą fabrycznie nową".